# Muskellunge
De muskellunge of Amerikaanse snoek (Esox masquinongy) is het grootste lid van de snoekenfamilie (Esocidae). Hij komt alleen voor in het Grote Merengebied (Canada en de Verenigde Staten). Bij de sportvissers staat hij bekend als een furieuze vechter. De vis heeft een gewicht tot 45 kilo. Een muskellunge van 1,48 m weegt 35 kg.

## Kenmerken
De muskellunge kan herkend worden aan zijn wat steviger bouw met relatief kleinere kop met snavelachtige kaken en het lichaam voelt steviger. De tekening is niet erg uitgesproken; jongere dieren zijn gestreept en bij oudere dieren breken de strepen op in stippen. In troebeler water kan de vis soms helemaal geen tekening vertonen. De muskellunge heeft een puntige rugvin, de "Northern Pike" een afgeronde.
De "Northern Pike" heeft ook schubben op de onderste helft van het kieuwdeksel, de muskellunge niet. Het meest betrouwbare kenmerk vormen de gaatjes van het zijlijnsysteem op de onderkaak. De muskellunge heeft er 7 of meer, de gewone snoek ("Northern Pike") nooit meer dan 6. Er zijn ook (vaak commerciële) kruisingen met "Northern Pike" bekend, die "tiger pike" worden genoemd vanwege de tekening.

## Voedsel
De muskellunge is een typische toppredator en hij eet voornamelijk vis, maar zal ook watervogels, zoogdieren en slangen eten. De prooien kunnen tot 30% van zijn eigen gewicht wegen. Hij wacht in een hinderlaag op zijn prooi, die met een zijdelingse slag van de bek worden gegrepen, rondgedraaid en met de kop naar voren wordt verzwolgen. Dankzij de krachtige staart kan hij ineens vooruitschieten.

## Voortplanting
In de lente begint de paaitijd, waarin de vrouwtjes met meerdere mannetjes paren. Deze groepen paaien boven waterplanten.

## Verspreiding en leefgebied
De muskellunge komt voor in voedselarme en matig voedselrijke meren en ook wel in rivieren. Het centrum van de verspreiding is het Grote Merengebied, maar de vis komt ook voor van Alaska tot aan de rivieren aan de Hudsonbaai. De zuidelijke grens van de verspreiding ligt in Tennessee. De muskellunge heeft een voorkeur voor helder water met wat begroeiing en houdt zich vaak op bij eilanden of onderwaterheuvels. In de zomer patrouilleert de muskellunge twee gescheiden territoria, een klein ondiep territorium en een groot, diep territorium. Het komt ook wel voor dat ze groepsgewijs opereren met een aantal dieren van dezelfde grootte.

## Hengelsport
Muskellunges zijn lastig te vangen met kunstaas omdat ze in het algemeen het aas alleen maar volgen tot ze bij de boot komen, waar de visser nog kan proberen de vis tot aanbijten te verleiden door het kunstaas een achtvormige beweging te laten maken. Het kunstaas dat wordt gebruikt is over het algemeen erg groot, er worden zelfs kunstaassoorten met een lengte van 60 cm gebruikt. Populair zijn vooral allerhande jerkbaits en bucktailspinners. Door hengelaars wordt de muskellunge zeer gewaardeerd om zijn felle gevechten, als hij aan de haak wordt geslagen.
Er is een vrij grote hengelsportindustrie rond de muskellungevisserij, visboten, gidsen, kunstaas en hengels.

## Synoniemen
- Esox estor Lesueur, 1818
- Esox lucioides (non Agassiz & Girard, 1850)
- Esox masquinongy masquinongy Mitchill, 1824
- Esox nobilior Thompson, 1850